# أوليفيرا دو هوسبتل
أوليفيرا دو هوسبتل هي مدينة من مدن البرتغال. يبلغ عدد سكانها 20,855 نسمة وذلك حسب إحصائيات سنة 2011. عُرفت بأرضها الخصبة حيث تكثر فيها مظاهر الزراعة، والحرف اليدوية.

## أعلام
- جواو مارتينز